# Pleśna (gmina)
Pleśna – gmina wiejska w województwie małopolskim, w powiecie tarnowskim. W latach 1975–1998 gmina położona była w województwie tarnowskim.
Siedziba gminy to Pleśna.

## Historia
Pierwsza gmina zbiorowa z siedzibą w Pleśnej utworzona została  w wyniku reformy samorządu w 1935 roku. W jej skład weszło 12 wsi: Błonie, Dąbrówka Szczepanowska, Koszyce Małe, Lubinka, Łowczówek, Pleśna, Rychwałd, Rzuchowa, Janowice, Szczepanowice, Świebodzin i Woźniczna.

Skład pierwszej Rady liczył 21 członków a pierwszym wójtem gminy zbiorowej został Bronisław Kubicz – legionista, odznaczony krzyżem Virtuti Militari. Po trzech latach wójtem wybrany został mieszkaniec Rzuchowej Jan Pasadyn, wyróżniony Brązowym Krzyżem Zasługi w 1937 roku.
Siedzibą gminy był budynek należący do Mieczysława Baszczowskiego ze wsi Łowczówek. Funkcję Sekretarza gminy pełnił Antoni Kościelny, pracownikiem administracyjnym był Piotr Stasik.

W 1954 w wyniku kolejnej reformy samorządu zlikwidowano gminy zbiorowe by powołać mniejsze terytorialnie gromady z Gromadzkimi Radami Narodowymi.
Drugą, obecną gminę zbiorową z siedzibą w Pleśnej utworzono w 1973 roku. W jej skład weszły: Dąbrówka Szczepanowska, Janowice, Lichwin, Lubinka, Łowczówek, Pleśna, Rzuchowa, Rychwałd, Szczepanowice, Świebodzin, Woźniczna.

## Wójtowie i naczelnicy zbiorowej gminy Pleśna[3][4][5][6]
| Lata      | Imię i nazwisko    | Uwagi                                                                       |
| --------- | ------------------ | --------------------------------------------------------------------------- |
| 1935–1938 | Bronisław Kubicz   | wójt, legionista, odznaczony krzyżem Virtuti Militari                       |
| 1938-?    | Jan Pasadyn        | wójt, odznaczony Brązowym Krzyżem Zasługi, z Rzuchowej                      |
| do 1954   | Franciszek Gąciarz | ze Szczepanowic                                                             |
| 1981–1989 | Jacek Gąciarz      | naczelnik, z Pleśnej                                                        |
| 1990–1992 | Jacek Gąciarz      | wójt, z Pleśnej                                                             |
| 1992–1996 | Stanisław Gromba   | wójt, z Janowic                                                             |
| 1996–1998 | Stanisław Burnat   | wójt                                                                        |
| 1998–2002 | Andrzej Nowicki    | wójt                                                                        |
| 2002–2006 | Stanisław Sorys    | wójt, wicewojewoda małopolski, wicemarszałek woj. małopolskiego, z Lichwina |
| 2006–2010 | Wiesław Zimowski   | wójt, członek zarządu województwa małopolskiego                             |
| 2010–2014 | Stanisław Burnat   | wójt                                                                        |
| od 2014   | Józef Knapik       | wójt                                                                        |

## Struktura powierzchni
Według danych z roku 2002 gmina Pleśna ma obszar 83,65 km², w tym:
- użytki rolne: 59%
- użytki leśne: 29%

Gmina stanowi 5,91% powierzchni powiatu.

## Demografia
Dane z 31 grudnia 2017 roku

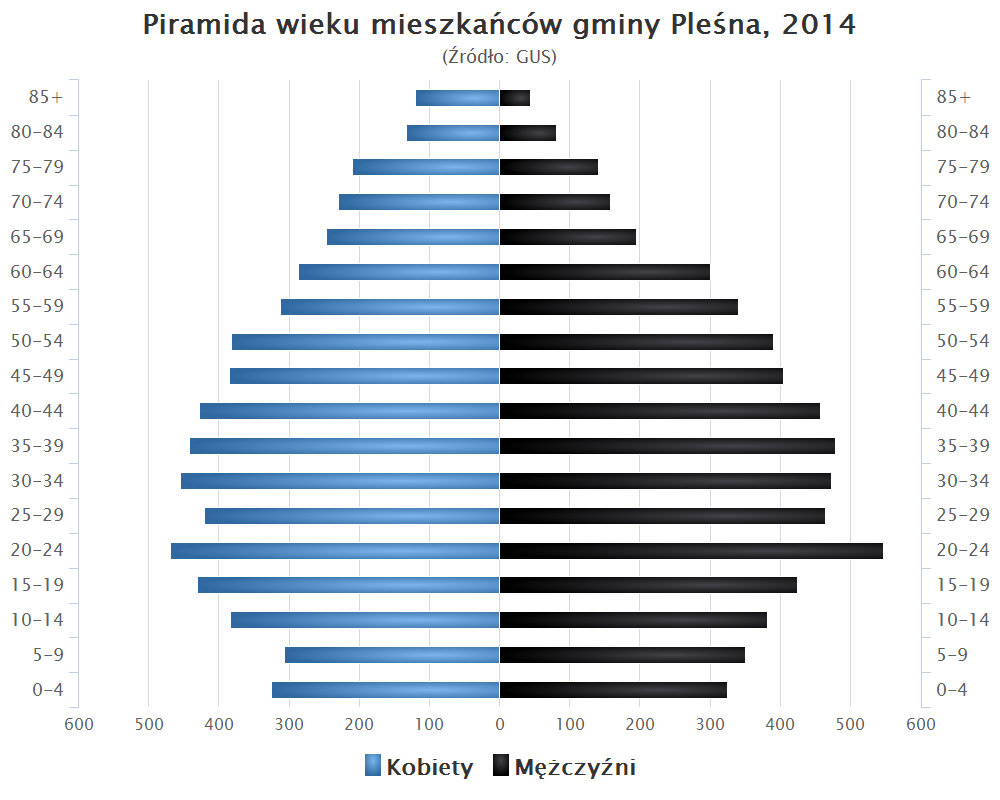
Piramida wieku mieszkańców gminy Pleśna w 2014 roku

| Opis                              | Ogółem | Ogółem | Mężczyźni | Mężczyźni | Kobiety | Kobiety |
| --------------------------------- | ------ | ------ | --------- | --------- | ------- | ------- |
| jednostka                         | osób   | %      | osób      | %         | osób    | %       |
| populacja                         | 11 946 | 100    | 5997      | 50,2      | 5949    | 49,8    |
| gęstość zaludnienia (mieszk./km²) | 144    | 144    | 73        | 73        | 71      | 71      |

## Sołectwa
Dąbrówka Szczepanowska, Janowice, Lichwin, Lubinka, Łowczówek, Pleśna, Rzuchowa, Rychwałd, Szczepanowice, Świebodzin, Woźniczna.

## Sąsiednie gminy
Gromnik, Tarnów, Tuchów, Wojnicz, Zakliczyn